# Colobothea signativentris
Colobothea signativentris là một loài bọ cánh cứng trong họ Cerambycidae.